# 245 Park Avenue
245 Park Avenue, tidigare American Tobacco Company Building, American Brands Building och Bear Stearns Building, är en skyskrapa som ligger på Manhattan i New York, New York i USA.
Byggnaden uppfördes 1967 som en fastighet för kontor. Den är 197,5 meter hög och har 47 våningar vardera.